# Эркес, Август Эдуард
Август Эдуард Эркес (нем. August Eduard Erkes, при рождении Агостино Эдуардо Эркес, итал. Agostino Edoardo Erkes; 23 июля 1891, Генуя, Италия, — 2 апреля 1958, Лейпциг, ГДР) — немецкий синолог.

## Биография
Родился в купеческой семье, которая в 1906 году натурализовалась в Германии.
В 1913 году окончил Лейпцигский университет. В 1917 году защитил докторскую диссертацию «Мировоззрение Хуай Нань-цзы». В том же году начал работать хранителем в Музее этнографии в Лейпциге, будучи одновременно приват-доцентом университета. В 1919 году Эркес вступил в СДПГ и стал атеистом.
Как синолог относился к лейпцигской школе, главными представителями которой были Георг фон дер Габеленц и преподаватель Эркеса, его тесть Август Конради. В 1925 году Эркес стал экстраординарным профессором, однако вскоре это решение было отменено; лишь в 1928 году он был восстановлен в профессорском звании.
После прихода нацистов к власти в 1933 году ими была сожжена книга Эркеса «Как был создан Бог», а сам Эркес был уволен из музея. Кроме того, ему и его жене Анне-Бабетте Эркес-Конради было запрещено заниматься научной деятельностью.
После окончания войны в 1945 году возглавил Музей этнографии, одновременно став внештатным профессором восточноазиатской филологии в Лейпцигском университете. В 1946 году вступил в СЕПГ. В апреле 1947 года был повышен до ординарного профессора и начал руководить восточноазиатским семинаром университета. Кроме того, читал лекции в Берлинском университете имени Гумбольдта.
7 мая 1951 года восточноазиатский семинар Лейпцигского университета был преобразован в самостоятельный Институт Восточной Азии, и Эркес был назначен его директором.

## Избранные сочинения
- Altchinesische Beschwörungsgedichte. Das «Zurückrufen der Seele» (Chao-Hun) des Sung Yüh. — Leipzig, 1914.
- Japan und die Japaner. — Leipzig: Veit, 1915.
- Das Weltbild des Huai-nan-tze. — Berlin: Oesterheld, 1918.
- China. — Gotha: F. A. Perthes, 1919.
- Chinesen. — Leipzig: Dürr & Weber, 1920.
- Chinesische Literatur. — Breslau: Ferdinand Hirt, 1922.
- Buch und Buchdruck in China. — Gutenberg-Festschrift, 1925.
- Wie Gott erschaffen wurde. — Jena: Urania-Verlags-Gesellschaft, 1925.
- Chinesisch-Amerikanische Mythen Parallelen. // T’oung Pao 24, 1926.
- Der Totemismus bei den Chinesen und ihren Stammverwandten. — Weule Festschrift, Leipzig, 1929.
- Die Götterwelt des alten China. // Der Weltkreis 5/6, 1930.
- Spuren chinesischer Wertschöpfungsmythen. // T’oung Pao 28, 1931.
- Zur ältesten Geschichte des Siegels in China. — Gutenberg, 1934.
- Arthur Waley’s Laotse-übersetzung. — Hadl, 1935.
- Zur Sage von Shun. // T’oung Pao 34, 1939.
- The God of Death in Ancient China. // T’oung Pao 35, 1939.
- Das Schwein im alten China. //Monumenta Serica 1, Henri Vetch, 1942.
- Mystik und Schamanismus. // Artibus Asiae 8, 1945.
- Gestaltwandel der Götter in China. // Forschungen und Fortschritte 21-23, 1947.
- China und Europa. Kontrast und Ausgleich zweier Weltkulturen. — Leipzig: Volk und Buch, 1947.
- Die Geschichte Chinas. — Berlin: Volk und Wissen, 1948.
- Der schamanistische Ursprung des chinesischen Ahnenkults. // Sinologica 2, 1950.
- Das Problem der Sklaverei in China. — Berlin: Akademie-Verlag, 1952.
- Die Entwicklung der chinesischen Gesellschaft von der Urzeit bis zur Gegenwart. — Berlin: Akademie-Verlag, 1953.
- Neue Beiträge zur Geschichte des Choukönigs Yu. — Berlin: Akademie-Verlag, 1954.
- Geschichte Chinas von den Anfängen bis zum Eindringen des ausländischen Kapitals. — Berlin: Akademie-Verlag, 1956, ²1957.
- Gelber Fluß und Große Mauer. Reise durch Chinas Vergangenheit und Gegenwart. — Leipzig: Brockhaus, 1958.